# مالی ایزوور (زایچار)
مالی ایزوور (به صربی: Mali Izvor) یک منطقهٔ مسکونی در صربستان است که در زایچار واقع شده‌است. مالی ایزوور ۴۵۴ نفر جمعیت دارد.